# Processus d'amélioration continue
Le processus d'amélioration continue consiste en un effort continu pour améliorer les produits, les services ou les processus. Ces efforts peuvent viser à apporter des petites améliorations à intervalles réguliers (de façon incrémentale) ou, au contraire, à regrouper toutes les améliorations dans une implémentation globale. L'efficience, la praticabilité et la flexibilité des processus ayant un impact sur le client sont constamment évalués et améliorés.
Certains considèrent le processus d'amélioration continue, comme un méta-processus de la plupart des systèmes de gestion (comme la gestion des processus, le management de la qualité, la gestion de projet et la gestion de programme). W. Edwards Deming, pionnier en cette matière, voyait cette démarche comme faisant partie d'un « système » dans lequel les feedbacks venant des processus et des clients étaient évalués par rapport aux objectifs de l'organisation. Le fait que la démarche s'intègre dans la gestion des processus ne signifie pas qu'elle doit être exécutée par le management ; mais simplement que celui-ci prend les décisions de mise en œuvre du processus ainsi que celles relatives à sa conception.
Une définition plus large est celle du Chartered Quality Institute qui a défini l'amélioration continue comme étant un changement graduel et perpétuel, axé sur l'accroissement de l'efficience et/ou des résultats d'une organisation, afin de lui permettre d'atteindre ses objectifs. Cela ne se limite pas à des initiatives relatives à la qualité. L'amélioration de la stratégie de l'entreprise, des résultats, des relations avec clients, employés et fournisseurs peuvent faire partie de la politique d'amélioration continue. Autrement dit, cela signifie « faire mieux, toujours mieux »:498.

## Méthode Kaizen
Certaines implémentations réussies font appel à l'approche dite de kaizen (de kai « changement » et  zen « bon » qui revient à « amélioration »). Cette méthode est devenue célèbre à partir de 1986 grâce au livre de IMAI Mazaaki, Kaizen : La clé de la compétitivité japonaise.
- Feedback : Le principe de base du processus d'amélioration continue est l'(auto-)évaluation des processus.
- Efficience : Le but du processus d'amélioration continue est l'identification, la réduction et l'élimination des processus non-optimaux.
- Evolution : Le processus d'amélioration continue met l'accent sur les petits pas continuels plutôt que les pas de géant ponctuels.

Les principales caractéristiques du kaizen comprennent :
- Les améliorations sont basées sur de nombreux petits changements plutôt que les changements radicaux qui pourraient résulter de la réingénierie.
- Comme les idées viennent des travailleurs eux-mêmes, elles sont moins susceptibles d'apporter des changements radicaux et donc plus faciles à mettre en œuvre.
- De petites améliorations sont moins susceptibles de nécessiter de gros investissements que de grands changements de processus.
- Les idées viennent des talents de la main-d'œuvre existante, plutôt que d'utiliser la recherche, des consultants ou des équipements - qui pourraient s'avérer très coûteux.
- Tous les employés doivent constamment être à la recherche des moyens d'améliorer leurs propres performances.
- Cela contribue à ce que les travailleurs s'investissent dans leur travail et peut aider à renforcer le travail en équipe, ce qui améliore leur motivation.

Les éléments ci-dessus sont les éléments les plus opérationnels du processus d'amélioration continue. Les éléments plus stratégiques consistent à décider comment augmenter la valeur ajoutée des délivrables client (la rentabilité) et à déterminer si le niveau de souplesse requis pour répondre à l'évolution des besoins qui peut être valorisé dans le processus,.

## En management environnemental
Le concept du processus d'amélioration continue est également utilisé dans les systèmes de management environnemental (SME), tels que l'ISO 14000 et EMAS. La norme ISO 14000 utilise la notion d'« amélioration continuelle », et non pas d'« amélioration continue », et se réfère à une série continue d'améliorations à petite ou grande échelle, qui se font discrètement, pas à pas. Plusieurs différences existent entre le concept du processus d'amélioration continue tel qu'il est appliqué dans le management de la qualité et dans le management environnemental. Le processus d'amélioration continuelle en SME vise à réduire les impacts environnementaux des activités (pas les produits) et non pas améliorer ces activités en tant que tels. Par ailleurs, il n'y a pas l'orientation client dans le processus d'amélioration continuelle appliqué au SME. En outre, le processus d'amélioration continue en SME ne se limite pas à de petites améliorations incrémentales comme dans le Kaizen, il s'étend également aux innovations de toute envergure.